# Кросс-кантри марафон
Кросс-кантри марафон (XCM) или маунтинбайк-марафон (англ. Cross-country marathon) — дисциплина маунтинбайка, состоящая из гонок на выносливость на длинной дистанции с переменным профилем и разным покрытием. Является удлинённой версией олимпийского кросс-кантри (XCO).

## История
Марафон как самостоятельная дисциплина начал организовываться сначала как любительское мероприятие для энтузиастов горного велосипеда. Со временем эти гонки стали собирать большие толпы велосипедистов. Участникам приходилось преодолевать большие расстояния, часто до 80—200 км по пересечённой местности, хотя наиболее распространенная длина марафонов в любительских соревнованиях — 45—70 км.

## Описание
Марафонский кросс-кантри — очень сложный вид гонок на горных велосипедах. Дистанция составляет от 60 до 120 километров, как правило, в гористой местности. Специфика гонки заключается в том, что участие в соревнованиях могут принимать как профессионалы, так и любители, одновременно. В отличие от олимпийского кросс-кантри гонщики марафона никогда не проходят одну и ту же точку дистанции дважды.
Соревнования, проводимые в Европе, как правило, чуть длиннее, чем обычные гонки на горных велосипедах кросс-кантри. В Дании разрешается проезжать один и тот же маршрут несколько раз, но круг должен быть не менее 20 км. Марафонские соревнования в США и Канаде обычно длиннее 100 километров и сильно отличаются от гонок кросс-кантри.
Ежегодно по всей Европе проводятся соревнования и подготовительные этапы для повышения физической подготовки профессиональных велосипедистов.
Многие организаторы марафонских гонок при регистрации позволяют выбрать разные дистанции (например, 60, 80 или 100 км). Для того чтобы уравнять участников, иногда формируются стартовые группы, стартующие в разное время. Почти все марафоны имеют массовый старт, когда все участники стартуют одновременно. Число участников популярных марафонов может достигать 7000 человек.

### Соревнования под эгидой UCI
Международный союз велосипедистов, видя интерес к этому новому виду велоспорта, решил включить марафон в программу Кубка мира (с 2005 по 2008 годы) и Чемпионата мира, проводились чемпионаты Европы.
Различные веломарафоны вплоть до 2008 года обобщались UCI в так называемую Мировую серию марафонов, включающую до 8 гонок с марта по октябрь по всему миру. Крупнейшей европейской серией марафонских гонок на горных велосипедах являлась MarathonMan Europe. Теперь эта серия сократилась до ежегодного чемпионата мира, который проводится с 2003 года. Первый чемпионат мира по MTB-марафону состоялся в 2003 году в Лугано (Швейцария). Первой чемпионкой мира в этой дисциплине стала полячка Мая Влощовская. Среди мужчин первым победителем стал швейцарец Томас Фришкнехт. С 2004 года марафонские чемпионаты мира проводятся отдельно от других соревнований по маунтинбайку.
|                       | Минимальное время | Минимальная дистанция |
| --------------------- | ----------------- | --------------------- |
| Марафон               | 3 ч               | 60 км                 |
| Марафон мировой серии | 4 ч               | 80 км                 |
| Чемпионат мира        | 4 ч               | 80 км                 |

Правила UCI 2014 года ограничивают соревнования дистанциями от 60 до 160 километров. Почти все участники — элитные профессиональные гонщики на горных велосипедах. Гонки могут проводиться как в один, так и в несколько кругов, однако один и тот же круг не может быть пройден более трёх раз.

### Другие соревнования
Помимо официальных гонок UCI, существует множество марафонских гонок на горных велосипедах для спортсменов-любителей, например, в Германии — марафон Gäsbock Mountain Bike Marathon, марафон Schwarzwald-Bike-Marathon или марафон Black Forest Ultra Bike Marathon. Пересечение Альп на горном велосипеде считается особым испытанием. Многие марафоны проводятся в Бельгии, но немало их и во Франции, Швейцарии и других странах.
На соревнованиях, не регламентируемых UCI, обычно преодолеваются гораздо большие расстояния. Типичные соревнования в США основаны либо на времени — обычно 12 или 24 часа, либо на расстоянии, наиболее распространенные соревнования — на дистанции 100 миль (160 км). Соревнования по времени обычно позволяют гонщикам соревноваться либо индивидуально, либо в составе команды. Соревнования на длину дистанции почти всегда одиночные. Количество таких соревнований и участников в них за последние годы значительно возросло. Первые такие соревнования стали регулярно проводиться в начале 1990-х годов, и в них обычно участвовало менее 50 гонщиков. В 2006 году было проведено около 100 мероприятий, в большинстве из которых участвовало более 150 гонщиков.
Самая большая в мире марафонская гонка на горных велосипедах по количеству участников — Birkebeinerrittet, 95 км (59 миль), которая ежегодно проводится в Норвегии. Хотя для марафонской гонки на горных велосипедах эта дистанция невелика, количество участников и её история делают её достойной внимания.

## Известные гонки
- Месть Монтесумы[англ.]
- Wilderness 101 Mountain Bicycle Race[англ.]
- Mohican MTB 100[англ.]
- Lumberjack 100[англ.]
- The Endurance 100[англ.]
- Breckenridge 100[англ.]
- Leadville Trail 100 MTB[англ.]
- Brazil Ride[англ.] — более 500 км за 7 дней
- Chupacabras (cycling race)[англ.]
- Birkebeinerrittet[англ.]
- Shenandoah Mountain 100[англ.]
- Oakridge Mountain Bike Marathon[англ.], 55 миль
- La Ruta de los Conquistadores[англ.], 161 миля, 3 этапа
- Yak Attack[англ.]
- Cape Epic[англ.] — 700 км за 8 дней
- Titan Desert[англ.] — 600 км за 6 дней
- Simpson Desert Bike Challenge[англ.] — 600 км за 5 дней